# Leptodiaptomus tyrrelli
Leptodiaptomus tyrrelli är en kräftdjursart som först beskrevs av Poppe 1888.  Leptodiaptomus tyrrelli ingår i släktet Leptodiaptomus och familjen Diaptomidae. Inga underarter finns listade i Catalogue of Life.